# Alex Olmedo
Luis Alejandro Olmedo Rodríguez (Arequipa, 24 de marzo de 1936-Los Ángeles, California; 9 de diciembre de 2020), más conocido como Alex Olmedo, fue un tenista peruano nacionalizado estadounidense. Fue número uno de Estados Unidos y segundo del mundo en 1959.

## Inicios
Nació en Arequipa el 24 de marzo de 1936. Su padre era entrenador del Club Internacional de Arequipa en el Perú, por lo que Olmedo estuvo en contacto con este deporte desde muy pequeño. Empezó ayudando a recoger las bolas y pronto aprendió los secretos del juego.
Su gran dedicación y el gran talento que mostró en los partidos fue observado por la Universidad del Sur de California, que le otorgó una beca para estudiar finanzas y administración de negocios. Olmedo arribó a los Estados Unidos en 1954. A la par de sus estudios siguió jugando tenis, representando a su Universidad en los campeonatos nacionales interuniversitarios (NCAA). Es así que ganó los títulos de individuales y dobles de la NCAA en 1956 y en 1958 (no participó el año 1957). En 1958 ganó el torneo Indoor de los Estados Unidos al batir en una maratoniana final a Dick Savitt por 7-9, 6-3, 6-4, 5-7 y 12-10.
El juego de Olmedo se basaba en un potente saque y una gran variedad de golpes y variantes que lo hacían un jugador muy agresivo y certero. Sus compañeros universitarios comenzaron a llamarlo "The Chief" (el Jefe) por su parecido físico con los miembros de la comunidad nativa norteamericana.
1958 fue también el año de su debut en un torneo de Grand Slam. Este debut tuvo lugar en la competición de dobles del Abierto de Estados Unidos donde participó haciendo pareja con Ham Richardson, con el que finalmente consiguió llevarse el torneo. De igual forma hizo pareja con la tenista brasileña Maria Bueno con la que consiguió llegar a la final de los dobles mixtos, en el que cayeron ajustadamente contra la pareja de Margaret Osborne y Neale Fraser.

## La Copa Davis de 1958
Durante los distintos campeonatos, Olmedo fue observado por Perry Jones que era el capitán del equipo estadounidense de Copa Davis.
En esos años el predominio en la Copa Davis lo tenía Australia y el reto de Jones era terminar con ese reinado. Contaba con un jugador de buenos recursos técnicos como Barry McKay, pero hacía falta un jugador de individuales de calidad que pudiera afianzar las posibilidades de victoria, pero en esos momentos ese jugador parecía no existir. Así era casi imposible vencer a Australia, que contaba con excelentes jugadores como Malcolm Anderson, Neale Fraser, Ashley Cooper, Rod Laver, Roy Emerson, entre otros.
El gran juego mostrado por Olmedo entusiasmó tanto a Jones, que llegó a proponerlo al Comité de Copa Davis de su país para que formara parte del equipo estadounidense. No fue tarea fácil convencer al Comité, pues el aceptar a Olmedo en el equipo significaba el reconocer que a pesar de los miles jugadores estadounidenses no había alguno capaz de vencer a los australianos.
Finalmente, el Comité dio el visto bueno. Para permitir la participación de Olmedo se alegó que este era residente en los Estados Unidos y que Perú no presentaba equipo propio ese año.
En el partido inicial, Olmedo venció con facilidad a Malcolm Anderson, mostrando un juego muy vistoso. De esta forma puso la cuenta 1-0 a favor de Estados Unidos. En el segundo encuentro de individuales, Barry Mckay no pudo superar a Ashley Cooper, que emparejó la serie.
El marcador era de 1-1 y estaba claro que el partido de dobles podía ser decisivo. El encuentro de dobles se jugó al día siguiente y fue un partido para la historia. La dupla estadounidense formada por Alex Olmedo y Ham Richardson batió a la australiana, que estaba conformada por Mal Anderson y Neale Fraser, por un marcador de 10-12, 3-6, 16-14, 6-3, 7-5. Fueron necesarios 82 juegos para vencer a los australianos y ese partido es hasta ahora el más largo que se registra en la historia de la Copa Davis.[cita requerida]
En el encuentro decisivo, Alex Olmedo derrotó a Ashley Cooper con un juego devastador imponiéndose con un 6-3, 6-4 y 8-6. Estados Unidos había roto el predominio australiano. 
El Perú vibró con esta victoria y el presidente Manuel Prado Ugarteche le concedió a Alex Olmedo los "Laureles del Deporte", la más alta condecoración para un deportista peruano. Olmedo recibió el premio durante su retorno a Perú y jugó un partido de exhibición en el Estadio Nacional de Lima que se vio abarrotado de espectadores.

## La consolidación
1959 vio consagrarse a Alex Olmedo como uno de los mejores del mundo. Su ciclo victorioso empezó en el Abierto de Australia, en el que debutaba en individuales. Consiguió llegar a la final del torneo australiano en el que le tocó enfrentar a Neale Fraser al que venció por 6-1, 6-2, 3-6 y 6-3. Así obtuvo de gran manera su primer torneo de Grand Slam. 
Su predominio en el tenis mundial quedó confirmado al ganar el segundo Grand Slam de su carrera, esta vez en Wimbledon. En la mítica Catedral del Tenis Alex Olmedo aplastó a Rod Laver por un marcador de 6-4, 6-3 y 6-1 en solo 71 minutos de juego. El Court Real presenció así una de las victorias más arrolladoras en la historia del torneo.
En el Abierto de Estados Unidos consiguió llegar a la final en la que fue vencido por su ya clásico rival Neale Fraser. En ese mismo torneo fue finalista en dobles haciendo pareja con Earl Buchholz Jr. Fue considerado el tenista amateur №1 del mundo para el año 1959.
En el año 1960, Alex Olmedo se volvió profesional, por lo que dejó de jugar los torneos del Grand Slam. Aun así, siguió deleitando al público jugando otros torneos de profesionales y en presentaciones "one-night stand".
Como reconocimiento a su gran paso por las canchas. Alex Olmedo fue elevado al Salón Internacional de la Fama del tenis en 1987. Falleció el 9 de diciembre de 2020 en Los Ángeles, de un infarto coronario.

## Resultados en Torneos

### Individuales (5 títulos, 4 finalista)
| Resultado | Año  | Torneo                                         | Superficie       | Oponente            | Resultado          |
| --------- | ---- | ---------------------------------------------- | ---------------- | ------------------- | ------------------ |
| Finalista | 1958 | Torneo de Los Ángeles                          | Dura             | Hamilton Richardson | 5-7, 2-6, 6-4, 7-9 |
| Ganador   | 1959 | Abierto de Australia                           | Césped           | Neale Fraser        | 6–1, 6–2, 3–6, 6–3 |
| Ganador   | 1959 | Wimbledon                                      | Césped           | Rod Laver           | 6–4, 6–3, 6–4      |
| Ganador   | 1959 | Torneo de South Orange                         | Césped           | Michael Green       | 6-4, 3-6, 6-0, 6-2 |
| Finalista | 1959 | Abierto de Estados Unidos                      | Césped           | Neale Fraser        | 3-6, 7-5, 2-6, 4-6 |
| Ganador   | 1960 | United States Professional Tennis Championship | Dura             | Tony Trabert        | 7-5, 6-4           |
| Ganador   | 1963 | Natal Open, Durban                             | Dura             | Rod Laver           | 9-7, 6-4           |
| Finalista | 1971 | Sacramento Classic                             | Sintetico indoor | Robert Lutz         | 6-3, 4-6, 3-6      |
| Finalista | 1972 | Torneo de Bristol                              | Césped           | Bob Hewitt          | 4-6, 3-6           |

### Dobles (2 título, 2 finalista)
| Resultado | Año  | Torneo                                         | Superficie | Pareja              | Oponentes                  | Resultado               |
| --------- | ---- | ---------------------------------------------- | ---------- | ------------------- | -------------------------- | ----------------------- |
| Ganador   | 1958 | Abierto de Estados Unidos                      | Césped     | Hamilton Richardson | Sam Giammalva Barry MacKay | 3–6, 6–3, 6–4, 6–4      |
| Finalista | 1959 | Abierto de Estados Unidos                      | Césped     | Butch Buchholz      | Roy Emerson Neale Fraser   | 6–3, 3–6, 7–5, 4–6, 5–7 |
| Ganador   | 1960 | United States Professional Tennis Championship | Dura       | Ashley Cooper       | Pancho Segura Tony Trabert | 6-3, 6-4                |
| Finalista | 1963 | United States Professional Tennis Championship | Césped     | Butch Buchholz      | Rod Laver Ken Rosewall     | 10–8, 8–6, 6–4          |

### Dobles mixtos  (1 finalista)
| Resultado | Año  | Torneo                    | Superficie | Pareja      | Oponentes                            | Resultado     |
| --------- | ---- | ------------------------- | ---------- | ----------- | ------------------------------------ | ------------- |
| Finalista | 1958 | Abierto de Estados Unidos | Césped     | Maria Bueno | Neale Fraser Margaret Osborne duPont | 3–6, 6–3, 7–9 |